# Marco institucional de la Unión Europea
El marco institucional de la Unión Europea (UE) se compone de las siete altas instituciones a las que los Estados miembros atribuyen competencias de gobierno para el ejercicio comunitario de parte de sus poderes: Parlamento Europeo, Consejo Europeo, Consejo de la Unión Europea, Comisión Europea, Tribunal de Justicia de la Unión Europea, Banco Central Europeo y Tribunal de Cuentas Europeo. La Unión, en su calidad de comunidad de derecho y de acuerdo con su personalidad jurídica única, se ha dotado desde 1993 de un marco institucional único que funciona en régimen de democracia representativa cuya forma de gobierno es el comunitario. Como cualquier Estado, la UE dispone de un legislativo, un ejecutivo y un poder judicial independientes, todos respaldados y complementados por otros organismos e instituciones (administración comunitaria). Es así que en el funcionamiento y la estructura orgánica de la Unión se distinguen los que de acuerdo con la denominación que les otorgan los Tratados son, por este orden, las instituciones, los órganos y los organismos de la Unión.
Definido por el artículo 13 del Tratado de la Unión Europea, este marco institucional «tiene como finalidad promover sus valores, perseguir sus objetivos, defender sus intereses, los de sus ciudadanos y los de los Estados miembros, así como garantizar la coherencia, eficacia y continuidad de sus políticas y acciones». Su objetivo es que determinadas decisiones y actuaciones institucionales provengan de órganos de carácter supranacional cuya voluntad se aplica en el conjunto de los Estados miembros, que ceden parte de su soberanía a dichas instituciones europeas. Así, el marco institucional de la UE constituye la expresión concreta del principio de la unicidad institucional de esta unión supranacional.
Las normas y procedimientos que las instituciones deben seguir se establecen en los tratados negociados por el Consejo Europeo y en conferencias intergubernamentales y ratificados por los parlamentos nacionales de cada Estado. De esta forma, los documentos que en la actualidad definen la estructura institucional son el Tratado de la Unión Europea (TUE) y el Tratado de Funcionamiento de la Unión Europea (TFUE). Mientras el TFUE recoge básicamente los contenidos de los Tratados de Roma, por los que se creó la entonces Comunidad Económica Europea (CEE) en 1957, el TUE fue firmado en Maastricht en 1992, aunque posteriormente fue modificado —también el TFUE— por el Tratado de Ámsterdam (1997), el Tratado de Niza (2000) y, finalmente, el Tratado de Lisboa (2007), en vigor desde el 1 de diciembre de 2009.
Después del fracaso de la Constitución Europea (firmada en Roma el 20 de octubre de 2004 con la intención de sustituir a todos los anteriores tratados y frustrada por los referendos negativos de 2005), en 2007 se firmó el Tratado de Lisboa que, tras un arduo proceso de ratificación, entró en vigor en 2009. Este tratado modificó nuevamente el TUE, pero también el antiguo Tratado constitutivo de la Comunidad Europea (TCE), que ha pasado a llamarse Tratado sobre el Funcionamiento de la Unión Europea (TFUE).
Por otra parte, la «refundación de la Unión Europea» es un proyecto iniciado en 2017 que busca la reforma institucional de la organización.

## Competencias
| Exclusivas |
| --- |
| - la Unión Aduanera; - el establecimiento de normas sobre competencia para el mercado interior; - la política monetaria de la eurozona; - la conservación de los recursos biológicos marinos dentro de la Política Pesquera Común; - la Política Comercial Común; - la celebración de acuerdos internacionales (con condiciones). |
| Compartidas |
| - el mercado interior - la política social, en los aspectos definidos por los Tratados - la cohesión económica, social y territorial; - la agricultura y la pesca; - el medio ambiente; - la protección de los consumidores; - el transporte; - las redes transeuropeas; - la energía; - el espacio de libertad, seguridad y justicia; - los asuntos comunes sobre salud pública - la investigación, el desarrollo tecnológico y el espacio - la cooperación al desarrollo y la ayuda humanitaria |
| Competencias de apoyo |
| - la protección y mejora de la salud humana - la industria - la cultura - el turismo - la educación, la formación profesional, la juventud y el deporte - la protección civil - la cooperación administrativa |
| Específicas |
| - la coordinación de las políticas económica, social y de empleo - la Política Exterior y de Seguridad Común |

Con anterioridad a la entrada en vigor del Tratado de Lisboa en 2009, las competencias de la Unión Europea no se encontraban definidas, ni en ocasiones contenidas siquiera, por los Tratados constitutivos, que se limitaban a enunciar los fines y objetivos políticos de las Comunidades y de la Unión Europea y a establecer los cauces institucionales de ejercicio del poder comunitario.
Esta vaguedad competencial se reveló práctica para la integración europea, pues permitió una extensión ambigua y pragmática de las competencias iniciales de las novedosas estructuras jurídicas europeas, fundamentalmente por medio de dos vías: las llamadas “competencias implícitas”, que el Tribunal de Justicia aplicó a su jurisprudencia —que se derivarían de una interpretación no tanto literal cuanto lógica y sistemática de los Tratados—, y la “vía de escape” que ofrecía el propio Tratado de la Comunidad Europea en su artículo XY, que permitía a los Estados atribuir nuevas competencias a la Unión cuando esta transferencia pudiera servir a los objetivos políticos de la Comunidad, enunciados en los Tratados.
Sin embargo, la opacidad del sistema y las primeras críticas sistemáticas a la integración europea pronto pusieron de relieve las desventajas (falta de transparencia, método antidemocrático, inseguridad jurídica, etc.) del tradicional sistema de competencias implícitas (aumentadas notablemente en los años 1980) y de transferencia competencial de las Comunidades. En consecuencia se desarrolló la reforma definitiva del sistema de competencias de la Unión Europea que vino de la mano del Tratado de Lisboa.

## Historia

### Bajo el Tratado de París
La creación de la CECA no era, según las intenciones declaradas por sus promotores, más que una primera etapa en la vía que conduciría a la «federación europea». El mercado común del carbón y del acero debía permitir experimentar una fórmula que pudiera extenderse progresivamente a otros ámbitos económicos y que llevara en último término a la construcción de una Europa política.

### Establecimiento y cambios
Por otra parte, los estados del Benelux y Alemania también tenían interés en la creación de un mercado común, a pesar de que Francia se opuso debido a su proteccionismo. Al final, Monnet, propuso la creación de dos comunidades separadas, en un intento de satisfacer todos los intereses. Como resultado de la Conferencia de Messina de 1955, Paul-Henri Spaak fue nombrado presidente de un comité preparatorio (Comité Spaak) encargado de la redacción de un informe sobre la creación de un mercado común europeo. El documento fue aceptado en la Conferencia de Venecia (29 y 30 de mayo de 1956), donde se tomó la decisión de organizar una Conferencia Intergubernamental. El informe constituyó la piedra angular de la Conferencia Intergubernamental sobre el Mercado Común y Euratom en Val Duchesse, en 1956.
El resultado de la conferencia fue que las nuevas comunidades compartirían la Asamblea común (en la actualidad Parlamento Europeo), con la CECA, ya con el Tribunal de Justicia. Sin embargo, no comparten el Consejo de la Alta Autoridad de la CECA. Las dos nuevas Altas Autoridades serían comisiones, esto se debió a una reducción de sus poderes. Francia se mostró reticente a aceptar más poderes supranacionales y, por tanto, las nuevas comisiones solo tienen competencias básicas y las decisiones importantes tienen que ser aprobadas por el Consejo.
La conferencia dio lugar a la firma, el 25 de marzo de 1957, de los Tratados de Roma, en el Palacio de los Conservadores del Capitolio en Roma. En marzo de 2007, la BBC informó que los retrasos en la impresión del documento, provocaron que el tratado firmado por los líderes europeos consistió en páginas en blanco entre su portada y la página de las firmas.
El Tratado de Fusión o Tratado de Bruselas, cuyo nombre oficial completo es Tratado por el que se constituye un Consejo único y una Comisión única de las Comunidades Europeas (Tratado de Fusión), también conocido como Tratado de Fusión de los Ejecutivos, fue firmado el 8 de abril de 1965 por los Estados miembros de las 3 Comunidades Europeas existentes ese entonces (la CECA, la CEE y la EURATOM), creando de esta forma, una sola Comisión Europea y un solo Consejo para las tres Comunidades. Se juntaban en uno sólo los tres poderes ejecutivos de dichas comunidades.

Tratado de Lisboa
Con este tratado, la UE tiene personalidad jurídica propia para firmar acuerdos internacionales a nivel comunitario. Además introduce numerosas reformas, entre las que se destacan: el voto por mayoría cualificada que busca reducir las posibilidades de estancamiento en el Consejo de la Unión Europea, un Parlamento Europeo con mayor peso mediante la extensión del procedimiento de codecisión conjunta con el Consejo de la UE, la eliminación de los tres pilares de la Unión Europea, y la creación de las figuras de Presidente del Consejo Europeo y Alto Representante de la Unión para Asuntos Exteriores y Política de Seguridad para dotar de una mayor coherencia y continuidad a las políticas de la UE. El Tratado de Lisboa también hace que la Carta de los Derechos Fundamentales de la Unión Europea sea vinculante jurídicamente.

### Los antiguos pilares
| UE                                                                  | UE | UE            | UE | UE           |
| Primer pilar                                                        |    | Segundo pilar |    | Tercer pilar |
| ------------------------------------------------------------------- | -- | ------------- | -- | ------------ |
| El TUE preveía una estructura de tres pilares bajo un solo frontón. |    |               |    |              |

Los pilares de la Unión Europea o tres pilares de la Unión Europea, fueron las tres grandes categorías designadas por el Tratado de la Unión Europea (TUE) de 1993 entre las que se distribuían los distintos ámbitos en los que la Unión actuaba en diferentes grados y formas.
Estos tres pilares del TUE conformaron en dicho periodo (1993-2009), hasta la entrada en vigor del Tratado de Lisboa, la arquitectura de la Unión:
Al interior de esta estructura se superponían varios tipos de competencias. Los actos adoptados en el marco del primer pilar eran aprobados de conformidad con los procedimientos legislativos de la Unión Europea. Por su parte, los otros dos pilares estaban sujetos en una cooperación intergubernamental entre los Estados miembros.

## Métodos comunitario e intergubernamental
Las decisiones dictadas por las instituciones de la Unión se toman mediante el método comunitario, que implica el uso del procedimiento legislativo según lo definido en el artículo 294 del Tratado de Funcionamiento de la Unión Europea. Este método se caracteriza por:
- El derecho exclusivo de la Comisión Europea de elaborar las propuestas legislativas.
- El poder de codecisión (bicameralidad de facto) entre el Consejo y el Parlamento.
- El uso de la votación por mayoría cualificada en el Consejo.

Por otra parte, el de funcionamiento intergubernamental empleado para la toma de decisiones, contrasta con el método comunitario, especialmente en los ámbitos de la política exterior y de seguridad común y en la cooperación policial y judicial en materia penal. Varios elementos caracterizan el método de funcionamiento intergubernamental:
- El derecho de iniciativa de la Comisión se comparte con los Estados de la Unión o se limita a sectores de actividad específicos.
- El Consejo Europeo, mencionado explícitamente en el Tratado de Lisboa, a menudo desempeña un papel fundamental.
- El Consejo generalmente actúa por unanimidad.
- El Parlamento Europeo tiene un papel meramente consultivo.

## Instituciones
| Principales sedes de las instituciones de la Unión Europea | Principales sedes de las instituciones de la Unión Europea                                         |
| ---------------------------------------------------------- | -------------------------------------------------------------------------------------------------- |
| Bruselas (Bélgica)                                         | - Consejo Europeo - Comisión Europea - Cámara 2.ª Parlamento Europeo - Consejo de la Unión Europea |
| Estrasburgo (Francia)                                      | - Cámara 1.ª Parlamento Europeo                                                                    |
| Luxemburgo                                                 | - Tribunal de Justicia - Tribunal de Cuentas                                                       |
| Fráncfort (Alemania)                                       | - Banco Central Europeo                                                                            |

Las instituciones son un elenco limitado de entidades orgánicamente complejas con funciones políticas y administrativas específicas que abarcan toda la actividad y ámbitos competenciales de la Unión Europea, en el respeto mutuo de sus respectivas dimensiones políticas y funciones y dentro de los poderes que les atribuyen los Tratados (principio de atribución de competencias), orientándose a los procedimientos, fines y condiciones establecidos por los mismos, y manteniendo entre sí y con los Estados miembros una lealtad comunitaria en orden a la adecuada consecución de los objetivos de la Unión (principio de cooperación leal).
Vienen comprendidas en el llamado "marco institucional" enunciado por el artículo 13 del Tratado de la Unión. De acuerdo con dicho precepto, las Instituciones de la Unión Europea tienen como finalidad "promover sus valores, perseguir sus objetivos, defender sus intereses, los de sus ciudadanos y los de los Estados miembros, así como garantizar la coherencia, eficacia y continuidad de sus políticas y acciones". Aunque su número ha ido variando a lo largo de la historia comunitaria, en la actualidad, y tras la entrada en vigor del Tratado de Lisboa, las Instituciones son siete: el Parlamento Europeo, el Consejo Europeo, el Consejo, la Comisión Europea, el Tribunal de Justicia de la Unión Europea, el Tribunal de Cuentas y el Banco Central Europeo.
Las relaciones entre las Instituciones deben estar presididas por los principios de competencia, en el marco de las atribuciones funcionales y materiales que a cada una de ellas otorgan los Tratados, y de cooperación leal (tomado del principio constitucional alemán de lealtad federal) entre sí, y entre todas ellas y los Estados de la Unión.

### Instituciones políticas
Hay tres instituciones políticas que tienen el poder ejecutivo y legislativo de la Unión (más una cuarta con función consultiva, el Consejo Europeo): el Consejo de la UE representa a los gobiernos, el Parlamento representa a los ciudadanos y la Comisión representa los intereses europeos.
Resumen de las instituciones políticas
A modo de esquema simplificado, estas instituciones serían:
- El Parlamento Europeo (PE): fundado como un órgano consultivo, sus competencias fueron ampliadas a través del Tratado de Maastricht y el Tratado de Lisboa. En la actualidad se considera la «primera institución» de la Unión Europea, y ostenta, junto al Consejo de la Unión Europea, el poder legislativo de la Unión, el poder presupuestario, y el poder de control político de las demás Instituciones de la Unión. Sus 705 diputados son elegidos cada cinco años mediante sufragio universal, directo, libre y secreto por los ciudadanos de la Unión.
- El Consejo de la Unión Europea (CUE): ejerce, junto con el Parlamento Europeo, el poder legislativo de la Unión, si bien en los últimos tiempos ha ido perdiendo potestades en función del anterior. Se compone de los representantes con rango ministerial de los Gobiernos de los Estados miembros (razón por la que comúnmente se le llama Consejo de Ministros).
- El Consejo Europeo: está formado por los jefes de Estado o de Gobierno de los Estados de la Unión, más su propio Presidente y el Presidente de la Comisión Europea. Sus funciones son de orientación política y de impulso y definición de las grandes líneas estratégicas de actuación política de la Unión. Aunque carece de potestad legislativa, su influencia es grande y tiende a ser creciente a medida que la integración europea se extiende a ámbitos próximos a lo que se ha denominado a veces "el núcleo duro de la soberanía".
- La Comisión Europea (CE): representa el poder ejecutivo dentro de la UE (comparable a lo que sería un "Gobierno de Europa"), por lo que es responsable de aplicar las decisiones del PE y el CUE. No obstante, también tiene el derecho de iniciativa exclusiva en el proceso legislativo; es decir, que propone las nuevas leyes de la Unión, pero son las cámaras colegisladoras (PE y CUE) las que las votan y, en su caso, adoptan.

Logo de la presidencia francesa del Consejo de la Unión Europea (2022).

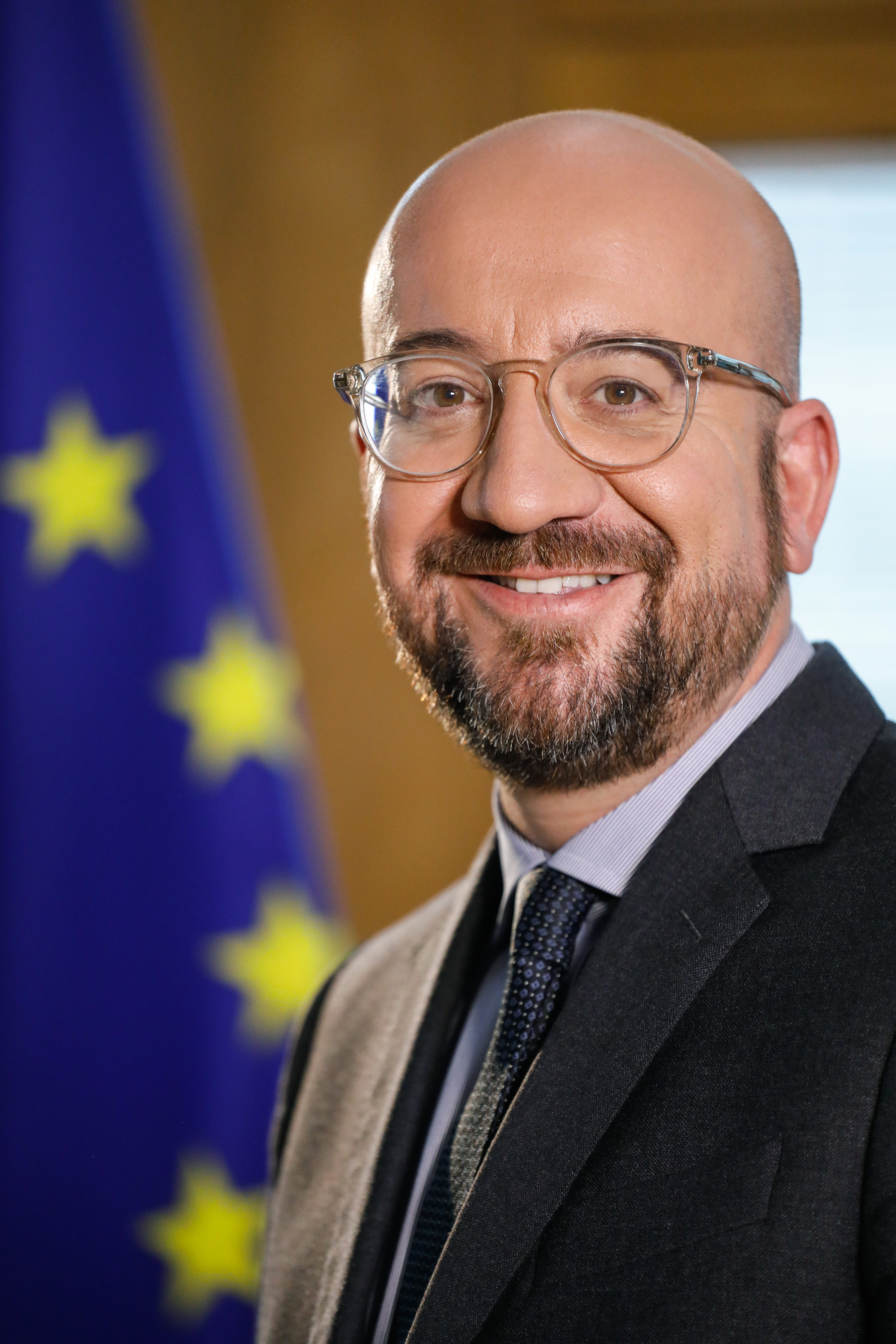
Charles Michel, presidente del Consejo Europeo.

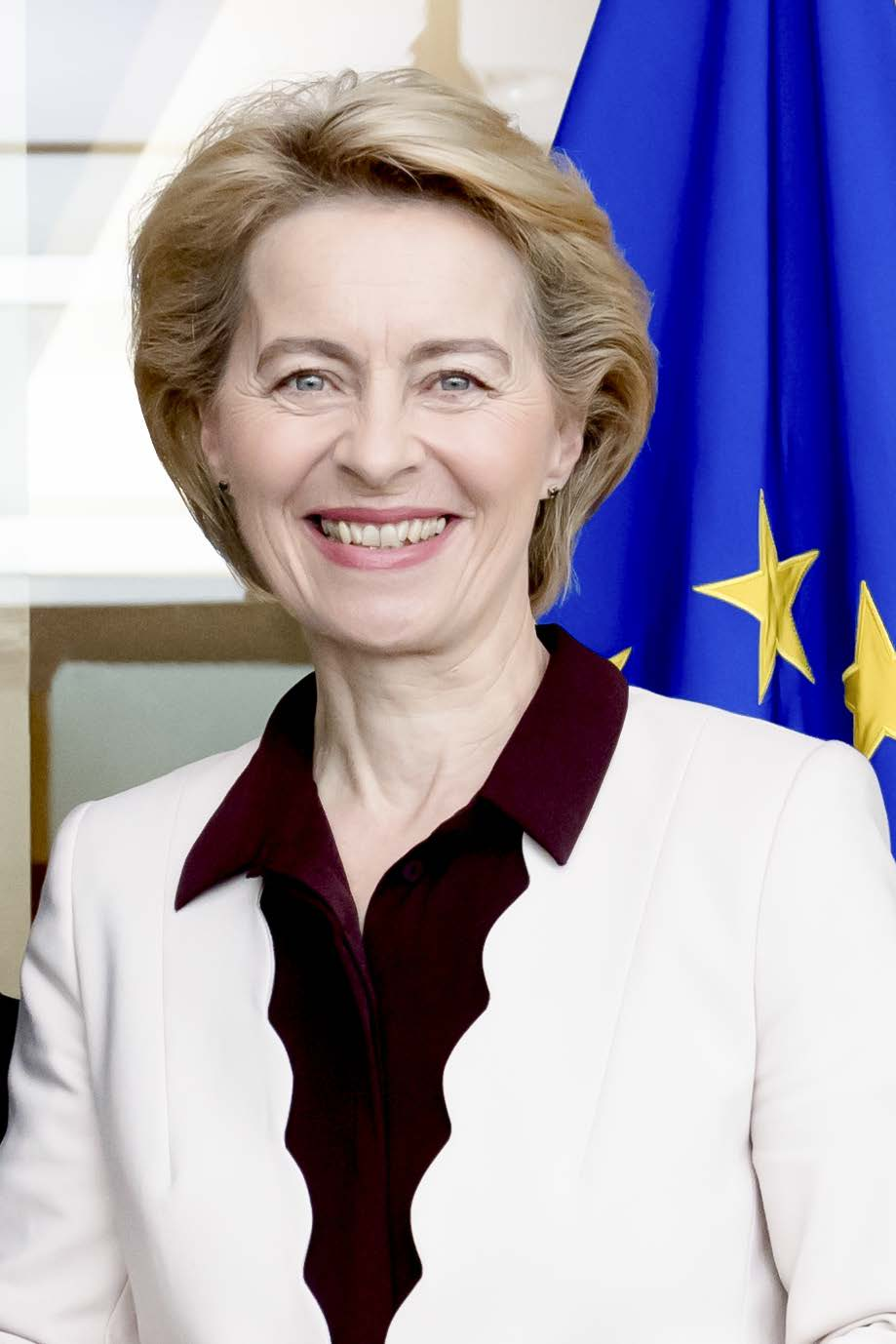
Ursula von der Leyen, presidenta de la Comisión Europea.

Parlamento Europeo
El Parlamento Europeo, también conocido como Europarlamento, Eurocámara o Cámara Europea, es la institución parlamentaria que en la Unión Europea representa directamente a los ciudadanos europeos y que junto al Consejo de la Unión ejerce el poder legislativo en sistema bicameral de facto. Como órgano legislativo, se encarga de elegir y controlar al ejecutivo, la Comisión Europea, y de aprobar o rechazar los proyectos de ley que éste le proponga. Descrito como uno de los poderes legislativos más poderosos del mundo, el Parlamento Europeo está compuesto por 720 diputados que representan al segundo mayor electorado democrático del mundo (tras el Parlamento de la India) y el mayor electorado transnacional (más de 400 millones de votantes en 2019).
Siendo la única institución comunitaria elegida directamente por los ciudadanos de la Unión Europea, el Parlamento es considerado la «primera institución» de la Unión Europea; es mencionado en primer lugar en los Tratados y su presidente tiene preferencia protocolaria sobre todas las demás autoridades a nivel europeo.
Comparte con el Consejo el poder legislativo y presupuestario, la aprobación (o rechazo) de los proyectos de ley presentados por la Comisión Europea. La Comisión Europea, la institución que ostenta el poder ejecutivo de la Unión, es responsable de rendir cuentas ante el Parlamento. En concreto, el Parlamento una vez constituida una nueva legislatura, elige por mayoría absoluta al presidente de la Comisión, aprueba (o rechaza) la designación del Colegio de Comisarios, e incluso puede destituirlo como órgano presentando una moción de censura.
Desde la fundación del Parlamento en 1952, sus competencias fueron ampliadas varias veces sobre todo a través del Tratado de Maastricht en 1993 y por el Tratado de Lisboa en 2009. Las elecciones al Parlamento Europeo por sufragio universal, directo y secreto se realizan cada cinco años desde 1979. Históricamente los dos principales grupos del Parlamento (juntos poseen al menos el 50 % del hemiciclo) han sido el Grupo del Partido Popular Europeo, compuesto por el Partido Popular Europeo (PPE), y el Grupo de la Alianza Progresista de Socialistas y Demócratas, compuesto por el Partido de los Socialistas Europeos (PSE).
El presidente del Parlamento Europeo se encarga de la dirección de los órganos y las actividades parlamentarias, presidiendo las deliberaciones y representando al Parlamento Europeo, tanto a nivel comunitario, como en las relaciones exteriores con Estados no comunitarios u organizaciones internacionales. Tiene un papel fundamental en la ordenación de los debates parlamentarios, dando la palabra, velando por el cumplimiento del Reglamento interno, y sometiendo los asuntos a votación, así como proclamando los correspondientes resultados. A nivel formal, su firma tiene especial trascendencia por conceder carácter ejecutivo a los presupuestos aprobados en segunda lectura. Igualmente, su firma, junto con la del presidente del Consejo de la Unión Europea, será indispensable para la correcta aprobación formal de un acto legislativo adoptado mediante el procedimiento legislativo ordinario (antigua codecisión). El presidente forma parte de La Mesa junto a catorce vicepresidentes y cinco cuestores en un órgano colegiado cuyas decisiones se adoptan por mayoría de sus miembros. La Mesa se encarga del gobierno interno del Parlamento, desempeñando multitud de funciones, entre las que cabe destacar la elaboración de las previsiones presupuestarias; la organización administrativa y financiera de la Cámara; y la organización de la Secretaría General, así como el nombramiento del secretario general.
Consejo de la Unión Europea
El Consejo de la Unión Europea, también conocido como Consejo de la Unión o simplemente Consejo, es una de las siete altas instituciones de la Unión Europea, en la que se encuentran representados los Estados de la Unión a través de representantes con rango ministerial, y a la que corresponden, junto con el Parlamento Europeo (sistema bicameral de facto), las funciones legislativa y presupuestaria. Ejerce funciones de definición, coordinación y ejecución de algunas políticas, trabajando mediante sus diez formaciones internas y en el Eurogrupo.
Las funciones del Consejo han evolucionado, al menos formalmente, de más a menos; si en un principio era la principal instancia decisoria de las Comunidades Europeas, hoy en día la evolución institucional de la Unión ha encuadrado y reducido sus funciones. Así, el Parlamento Europeo se ha venido revelando desde la entrada en vigor del Tratado de Maastricht como un actor de creciente importancia política como institución de control de las demás instituciones, órganos y organismos comunitarios y, sobre todo, como colegislador en igualdad de condiciones con el Consejo. Asimismo, la oficialización del Consejo Europeo, como órgano diferenciado del Consejo, que impuso el Tratado de Lisboa, han mermado formalmente sus funciones y poderes constitucionales en pro de aquel.
El Parlamento Europeo y el Consejo ejercen los poderes legislativos de la Unión Europea, en las condiciones y dentro de las competencias señaladas para esta en los Tratados. Sin la aprobación de uno y otro (en ocasiones, de uno u otro) las «leyes europeas» (estrictamente, los reglamentos, las directivas y otras decisiones de naturaleza legislativa) no pueden ser adoptadas válidamente. La mayoría de los actos legislativos de la Unión deben ser propuestos por la Comisión y aprobados por el Parlamento y el Consejo, de acuerdo con el procedimiento legislativo ordinario; pero no siempre es así, los Tratados establecen excepciones, actos legislativos cuya adopción se siguen procedimientos especiales. Estos últimos procedimientos suelen establecerse en beneficio del Consejo, y por tanto en perjuicio del Parlamento. El Consejo es, pues, un órgano colegislador con ciertas funciones políticas suplementarias. En ambos casos se pronuncia a iniciativa de la Comisión Europea, en la mecánica de lo que suele conocerse como «triángulo institucional» (Comisión, Consejo y Parlamento).
Consejo Europeo
El Consejo Europeo es una de las siete altas instituciones de la Unión Europea. Está integrada por los veintisiete jefes de Estado o de Gobierno de los Estados miembros, el presidente de la Comisión Europea, y el presidente del Consejo Europeo, que es quien preside las reuniones. En sus reuniones y trabajos también participa el alto representante de la Unión para Asuntos Exteriores y Política de Seguridad, aun no siendo miembro de pleno derecho. Su composición y la lógica de su funcionamiento lo convierten en un órgano de naturaleza predominantemente intergubernamental. Sus funciones son de orientación política y de jefatura de Estado colectiva simbólica, fijando las grandes directrices y objetivos de la Unión en los ámbitos más relevantes; la potestad legislativa le está expresamente vetada por los Tratados, esta potestad es de la Comisión Europea (iniciativa) y del Parlamento Europeo junto al Consejo de la Unión (aprobación o rechazo).
Sus reuniones, de carácter ordinariamente trimestral, se designan comúnmente como «cumbres europeas» o «reuniones en la cumbre» debido a la importancia de sus asistentes, pero desde la entrada en vigor del Tratado de Lisboa, el 1 de diciembre de 2009, el Consejo Europeo es una institución constitucional comunitaria de pleno Derecho y como tal debe actuar, al servicio del acuerdo e integración de los intereses nacionales con los comunitarios.
El edificio Europa de Bruselas, conocido popularmente como «El Huevo», es el centro de operaciones del Consejo Europeo y, entre otras funciones, sirve como claustro para las reuniones ministeriales y albergará también las oficinas de la presidencia de la institución. En la misma ciudad, el Consejo cuenta con oficinas en el edificio Justus Lipsius, sede también del Consejo de la Unión Europea.
Comisión Europea
La Comisión Europea (CE), conocida también como «Ejecutivo comunitario», es una de las siete altas instituciones de la Unión Europea, la cual ostenta el poder ejecutivo y la iniciativa legislativa. Se encarga de elaborar y proponer legislación, tomar decisiones ejecutivas y dirigir la administración comunitaria. Opera de manera independiente a los gobiernos nacionales y representa y defiende los intereses de la Unión. Tiene su sede en la ciudad de Bruselas, Bélgica. La Comisión Von der Leyen II es el actual Colegio de Comisarios y lo preside la popular alemana Ursula von der Leyen.
Actúa de facto como un «Gobierno de Europa/de la Unión», y se compone de veintisiete miembros llamados comisarios, que a su vez ostentan cada uno una cartera. Hay un miembro por cada Estado miembro, pero los miembros están obligados a representar los intereses de la UE, no los nacionales. El líder de la institución es el presidente de la Comisión, que es elegido por el Parlamento Europeo por mayoría absoluta de un candidato propuesto por el Consejo Europeo, en función de los resultados de las elecciones europeas. Los otros veintiséis miembros de la Comisión son elegidos por el presidente electo, a partir de propuestas de cada uno de los Estados. Cada comisario elegido y propuesto por el presidente electo, deberá pasar por una comisión jurídica del Parlamento. El presidente electo envía una propuesta final de formación de Colegio de Comisarios al Parlamento Europeo, donde el conjunto se somete a una última votación. 
La Comisión, en su misión de defender el interés común y general de la Unión, se encarga del pleno respeto a los Tratados por parte de todas las administraciones públicas (nacionales o comunitaria) y garantiza la correcta aplicación de la legislación derivada en todo el territorio de la Unión junto al Tribunal de Justicia.  
El término «Comisión» puede designar dos realidades no estrictamente idénticas. Así, puede hacer referencia, por una parte, al conjunto de miembros que la componen en sentido estricto, y que, constituidos en un Colegio de Comisarios, son los depositarios formales de sus poderes; por otra, al conjunto administrativo que los asiste, y que engloba a una oficina ejecutiva compuesta por más de 38 000 funcionarios. Este artículo empleará, preferentemente, el término en el primer sentido institucional apuntado, sin perjuicio de referir la actividad de la administración que dirige y en que se sostiene.

### Instituciones sin fines políticos
Además, de las ya mencionadas, el marco institucional de la Unión Europea cuenta con otras tres instituciones no políticas:
- El Tribunal de Justicia de la Unión Europea (TJUE) es una institución de la Unión Europea que cumple la función de órgano de control del Derecho comunitario europeo, y que se caracteriza por su naturaleza judicial y supranacional. Las sentencias del TJUE tienen carácter vinculante en los Estados miembros. Como ya se expuso en prontas sentencias (casos Costa vs. ENEL y Simmenthal)[55][56] el Tribunal de Justicia de la Unión Europea es el garante de un ordenamiento jurídico propio que se ve asistido y aplicado también por los sistemas jurídicos nacionales.[57]
- El Tribunal de Cuentas es el órgano fiscalizador de la Unión Europea. Supervisa la correcta administración de los fondos europeos, tanto en el nivel de sus Instituciones, órganos y organismos, como en el de los Estados miembros, cuando son estos los que los gestionan.[58]
- El Banco Central Europeo (BCE) es el banco central de la moneda única europea, el euro, y constituye el principal eje del Eurosistema. El BCE es parte integrante del Sistema Europeo de Bancos Centrales y está sometido a las disposiciones del Tratado de la Comunidad Europea y a sus Estatutos.[59]

### Órganos y organismos
Los órganos son asimilables a instituciones de menor rango (aunque no gozan de ese estatuto). Aunque sus funciones son concretas, tienen competencias que van mucho más allá de la simple gestión y gozan de independencia en el ejercicio de sus funciones. Los organismos son estructuras subsidiarias de otras instituciones pero con autonomía funcional, generalmente versada en ámbitos especializados de gestión.
- El Servicio Europeo de Acción Exterior (SEAE).
- El Comité Económico y Social Europeo representa a sindicatos, organizaciones patronales, ONG y demás organizaciones socioeconómicas de relevancia europea.
- El Comité Europeo de las Regiones representa a las autoridades regionales y locales, su perspectiva y sus intereses.
- El Banco Europeo de Inversiones (BEI) es un organismo internacional autónomo vinculado a la naturaleza y los fines de la Unión Europea, que tiene por misión contribuir al desarrollo equilibrado del territorio comunitario a través de la integración económica y la cohesión social.
- El Defensor del Pueblo Europeo: Defiende a los ciudadanos y empresas de la UE frente a la mala gestión o trato indebido o discriminatorio de las Instituciones, Órganos y organismos de la Unión, así como de las administraciones nacionales cuando infrinjan en perjuicio de los ciudadanos o empresas obligaciones o allanen derechos que les correspondan en virtud del Derecho Comunitario.
- El Supervisor Europeo de Protección de Datos: (SEPD): Garantiza que las instituciones y organismos de la UE respeten el derecho de las personas a la intimidad en el tratamiento de sus datos personales.
- La Oficina de Publicaciones Oficiales de las Comunidades Europeas: publica, imprime y distribuye información sobre la UE y sus actividades
- La Oficina europea de selección de personal: contrata al personal de las instituciones de la UE y otros organismos.
- European School of Management and Technology (Escuela Europea de Administración y Tecnología): presta formación en ámbitos específicos al personal de la UE.

## Movimiento de reforma
La refundación de la Unión Europea es el proyecto que busca la reforma institucional y constitucional para adaptar a dicha organización a los futuros cambios globales y avanzar en la integración europea. Fue iniciado en 2017 y ha sido impulsado principalmente por la Comisión Europea y el denominado eje franco-alemán. Aunque el término «refundación» ha sido utilizado especialmente por el presidente de Francia, Emmanuel Macron y su gobierno, diferentes actores políticos se han referido a la situación empleando términos variados para reflejar la voluntad de aumentar la capacidad geopolítica, la autonomía estratégica o la soberanía de la Unión. Por ejemplo, durante la presidencia francesa del Consejo de la UE en 2022, el propio Macron utilizó como eslogan las palabras «relanzamiento, poder, pertenencia».